# Gianluca Vialli
Gianluca Vialli (Cremona, 1964. július 9. – London, 2023. január 6.) világ- és Európa-bajnoki bronzérmes válogatott olasz labdarúgó, olasz bajnoki gólkirály, vezetőedző.

## Pályafutása játékosként

### Cremonese, Sampdoria
Gianluca Vialli 1964-ben Cremonában, egy milliomos fiaként született. 16 évesen kerül a helyi Cremonese csapatához, de eleinte nem megy neki a játék. 1984-ben már 10 gólt lőtt, így felkeltette más klubok érdeklődését - a nyáron a Sampdoria szerződtette. 
1985-ben Olasz Kupa-győztes, és a válogatottban is bemutatkozott. Az 1986-os mexikói vb-n kerettag. 1988-ban és 1989-ben ismét elnyeri az Olasz Kupát. Az 1990-es KEK-sorozatban meg sem állnak a döntőig, ahol Vialli két góljával megnyerik a trófeát. A hazai földön megrendezett Világbajnokságon bronzérmes az olasz válogatottal. Egy évre rá olasz bajnoki címet nyer, és 16 találatával gólkirály! 1992-ben BEK-ezüstérmes - a Barcelonával már nem bírtak a Wembley-ben megrendezett döntőn. Az 1992/93-as szezon végén - akkori világrekordot jelentő összegért - 12 és fél millió fontért szerződteti a Juventus!

### Juventus
1993-ban UEFA-kupa-győztes a torinói Zebrákkal. 1994-ben már nem nevezi a vb-keretbe Arrigo Sacchi szövetségi kapitány. 1995-ben a scudetto mellé az Olasz Kupát is begyűjti - Vialli 16 góllal járul hozzá a sikerekhez. Abban az évben Bajnokok Ligája győzelem ellenére (a döntőben a gólt Ravanelli szerezte). Szerződése lejártakor kerül a Chelsea-hez, bár a Glasgow Rangers FC is csábítja.

### Chelsea
1996 augusztus 18-án, a Southampton FC elleni idegenbeli gól nélküli döntetlennel mutatkozik be a Premier League-ben. Nincs bérelt helye a csapatban, ezért nem teljesen felhőtlen a kapcsolata Ruud Gullittal. A Middlesbrough ellen megnyert 1997-es FA-kupa-döntőn a 89.percben csereként áll be. 1997 őszén a Barnsley FC 6-0-s leigázásából 4 góllal veszi ki a részét, ennek ellenére a szezon első 10 meccsén csak négy alkalommal kezdő. A Tromsö elleni KEK-mérkőzésen mesterhármast lő, de az azt követő három találkozón mégsem lép pályára.

### A válogatottban
Első mérkőzését az olasz válogatottban 1985-ben egy Olaszország-Lengyelország barátságos mérkőzésen játszotta.
Első találatát címeres mezben 1986-ban egy Málta elleni Európa-bajnoki selejtező mérkőzésen szerezte.
59 olasz válogatott mérkőzésen 16 gólt lőtt. Részt vett az 1986-os mexikói és 1990-es itáliai vb-ken valamint az 1988-as németországi Eb-n is. Az U21 válogatottban 20 meccsen 11 gólt lőtt.

#### Szereplése a nagy tornákon

##### 1986-os labdarúgó-világbajnokság
4 mérkőzésen lépett pályára, minden esetben csereként

##### 1988-as labdarúgó-Európa-bajnokság
4 mérkőzésen lépett pályára, minden meccsen kezdő volt, gólt rúgott Spanyolország ellen, mellyel az olaszok 1-0-ra nyertek.

##### 1990-es labdarúgó-világbajnokság
3 mérkőzésen lépett pályára, mindhárom esetben kezdő volt.

## Pályafutása edzőként
1998 februárjában átveszi a menesztett Gullit pozícióját a Chelseanél: játékos-menedzserként irányítja a továbbiakban a Kékeket. Tavasszal a Ligakupát és a KEK-et is elnyeri! 1998-ban megnyeri az Európai Szuperkupa trófeát is, a döntőben a Real Madridot Gustavo Poyet góljával 1-0-ra verik meg. 1999 nyarán akasztja végleg szögre futballcipőit - ezentúl csak a menedzseri feladatokra koncentrál. Az előző (1998/99-es) szezon harmadik helyének köszönhetően először indulhatnak a Bajnokok Ligájában! 2000 tavaszán a negyeddöntőben állítja meg az FC Barcelona, de májusban elnyeri az FA Kupát. Már ekkor rebesgették távozását, de ezt cáfolta a klubvezetés. 
2000 nyarán 24 millió fontot költ játékosvásárlásra, ennek eredményeként augusztusban megverik a bajnok Manchester Unitedet is a Charity Shieldért. A nyitófordulóban elért győzelmet (4-2 a West Ham United ellen) három döntetlen és egy kínos vereség követett. 2000.szeptember 12-én este bejelentik menesztését.

## Statisztika

### Menedzseri statisztika
| Csapat   | Nemzet   | -Tól              | -Ig                  | Record | Record | Record | Record | Record     |
| Csapat   | Nemzet   | -Tól              | -Ig                  | M      | Gy     | D      | V      | Győzelem % |
| -------- | -------- | ----------------- | -------------------- | ------ | ------ | ------ | ------ | ---------- |
| Chelsea  |          | 1998. február 12. | 2000. szeptember 12. | 143    | 76     | 38     | 29     | 53.15      |
| Watford  |          | 2001. június 1.   | 2002. június 14.     | 52     | 20     | 11     | 21     | 38.46      |
| Összesen | Összesen | Összesen          | Összesen             | 195    | 96     | 49     | 50     | 49.23      |

## Díjai

### Díjai játékosként
Sampdoria
- Olasz bajnok: 1990–91 (Serie A gólkirály 19 góllal)
- Olasz kupa-győztes: 1984–85, 1987–88, 1988–89
- Kupagyőztesek Európa-kupája: 1989–90
- Bajnokcsapatok Európa-kupája ezüstérem: 1991–92
- UEFA-szuperkupa ezüstérem: 1990

 Juventus
- Olasz bajnok: 1994–95
- Olasz kupa-győztes: 1994–95
- UEFA-kupa-győztes: 1992–93
- UEFA-kupa ezüstérem: 1994–95
- UEFA-bajnokok ligája-győztes: 1995–96

 Chelsea (1998-tól játékos-edző)
- Angol kupa-győztes: 1996–97
- Angol ligakupa-győztes: 1997–98
- Kupagyőztesek Európa-kupája: 1997–98
- UEFA-szuperkupa: 1998

### Díjai edzőként
Chelsea
- Angol kupa-győztes: 1999−00
- Angol szuperkupa-győztes: 2000